# Andrzejewo (gmina)
Pour les articles homonymes, voir Andrzejewo.
Andrzejewo est une gmina rurale (gmina wiejska) de la powiat d'Ostrów Mazowiecka, dans la Voïvodie de Mazovie, dans le centre-est de la Pologne.
Son siège administratif (chef-lieu) est le village d'Andrzejewo, qui se situe environ 21 kilomètres à l'est d'Ostrów Mazowiecka (siège de la powiat) et 107 kilomètres au nord-est de Varsovie (capitale de la Pologne).
La gmina couvre une superficie de 118,64 km2 pour une population de 4 467 habitants en 2006.

## Histoire
De 1975 à 1998, la gmina est attachée administrativement à la voïvodie de Łomża.

Depuis 1999, elle fait partie de la voïvodie de Mazovie.

## Géographie
La gmina inclut les villages et localités de :

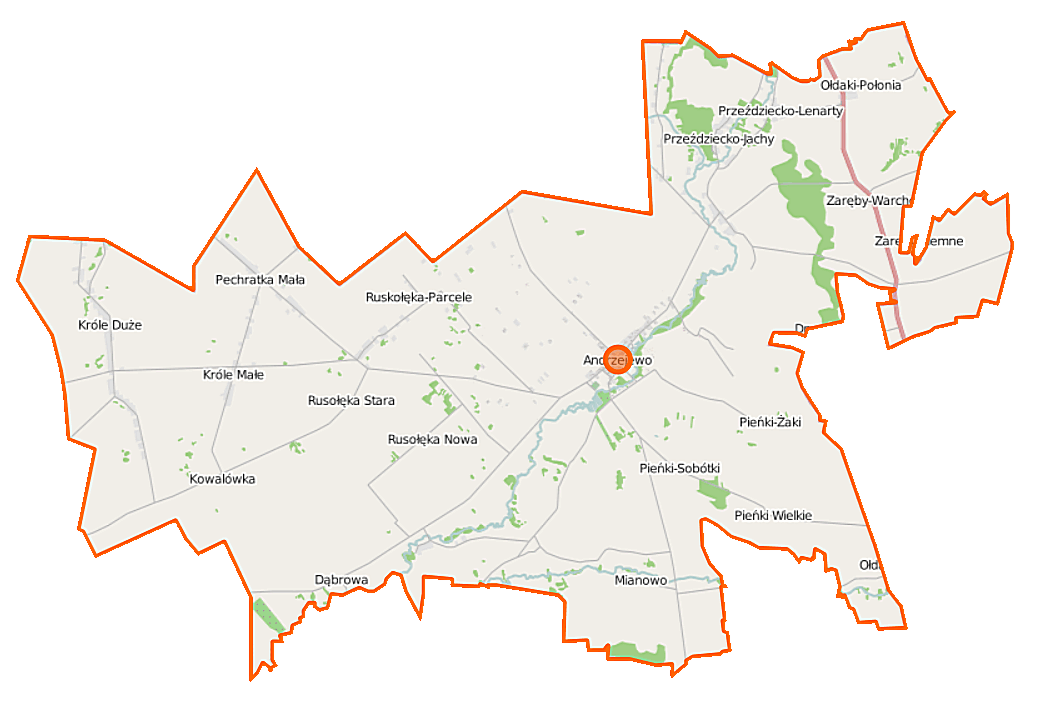
Plan de la gmina

- Andrzejewo
- Dąbrowa
- Godlewo-Gorzejewo
- Gołębie-Leśniewo
- Janowo
- Jasienica-Parcele
- Kowalówka
- Króle Duże
- Króle Małe
- Kuleszki-Nienałty
- Łętownica-Parcele
- Mianowo
- Nowa Ruskołęka
- Ołdaki-Polonia
- Olszewo-Cechny
- Pęchratka Mała
- Pieńki Wielkie
- Pieńki-Sobótki
- Pieńki-Żaki
- Przeździecko-Dworaki
- Przeździecko-Grzymki
- Przeździecko-Jachy
- Przeździecko-Lenarty
- Ruskołęka-Parcele
- Stara Ruskołęka
- Załuski-Lipniewo
- Zaręby-Bolędy
- Zaręby-Choromany
- Zaręby-Warchoły
- Żelazy-Brokowo

### Gminy voisines
La gmina d'Andrzejewo est voisine des gminy suivantes :
- Czyżew-Osada
- Ostrów Mazowiecka
- Szulborze Wielkie
- Szumowo
- Zambrów
- Zaręby Kościelne

## Structure du terrain
D'après les données de 2002, la superficie de la commune d'Andrzejewo est de 118,64 km2, répartis comme tel :
- terres agricoles : 92 %
- forêts : 3 %

La commune représente 9,69 % de la superficie du powiat.

## Démographie
Données du 30 juin 2004 :
| Description        | Total  | Total | Femmes | Femmes | Hommes | Hommes |
| ------------------ | ------ | ----- | ------ | ------ | ------ | ------ |
| Unité              | Nombre | %     | Nombre | %      | Nombre | %      |
| Population         | 4 523  | 100   | 2 225  | 49,2   | 2 298  | 50,8   |
| Densité (hab./km²) | 38,1   | 38,1  | 18,8   | 18,8   | 19,4   | 19,4   |